# Konflikt v Kašmíru
Konflikt v Kašmíru je územní konflikt primárně mezi Indií a Pákistánem, který začal během dělení Indie v roce 1947. Významnou roli v konfliktu hrají také územní nároky Číny. Indie a Pákistán vedly o Kašmír tři války: indo-pákistánské války v roce 1947 a 1965 a kárgilskou válku v roce 1999. Menší střety mezi armádami obou zemí sporadicky probíhají na celé linii kontroly a zejména v oblasti ledovce Siačen.
Indie si nárokuje celé území knížecího státu Džammú a Kašmír, z něhož k roku 2010 ovládala přibližně 48 %. Konkrétně kontroluje Džammú, Kašmírské údolí, Ladak a ledovec Siačen. Indické nároky na území jsou zpochybňovány Pákistánem, který ovládá přibližně 37 % sporného území, jmenovitě Ázád Kašmír a Gilgit-Baltistán. Čína v současnosti ovládá především oblast Aksai Čin, kterou si také nárokuje Indie.

## Průběh

### 50. a 60. léta 20. století
26. ledna 1950 se Indie naprosto osamostatnila od Velké Británie a stala se republikou, prezidentem se stal Rádžéndra Prasád. Při té příležitosti byl stát Džammú a Kašmír začleněn do společenství. Indie sice nadále zůstává v Britském společenství národů, ale zachovává si princip neutrality. To jí umožňuje polosocialistický model hospodářství a průmyslový rozvoj. Velký podíl na tom měla Nehrúova strana Indický národní kongres (INC), ten doufal, že politikou „nevměšování se“ Indie dosáhne pozice „třetí síly“ mezi socialistickými a kapitalistickými mocnostmi.
V roce 1951 byla vyhlášena první pětiletka, měla být dokončena elektrifikace země, výstavba železniční sítě a zavlažovacích systémů na venkově. Chudoba venkova však vyřešena nebyla a navíc přišla vlna populační exploze. Začlenění Kašmíru k Indii opět vyvolalo menší šarvátky na hranici. V květnu dorazil do obou států Brit Owen Dixon jako zástupce OSN s plánem demilitarizování oblasti. Neuspěl, drobné tahanice a šarvátky tak pokračovaly i nadále. Kašmírský konflikt je vlastně nejdéle nevyřešeným válečným konfliktem moderní doby.
Pákistánský premiér Líákat Alí Chán byl v roce 1951 zabit atentátníkem. Znamenalo to politický rozklad Pákistánu, následovaly občanské nepokoje a větší propojenost Pákistánu se západem, především USA (od roku 1952, kdy bylo po hospodářských neúspěších odstoupeno od „šestiletky“ a „dvouletky“). V roce 1951 a ve dvou následujících letech propukaly v zemi hladomory, které velmi oslabily Pákistán oproti Indii. 23. března 1956 byla v Pákistánu vyhlášena první ústava za podpory USA, v letech 1956–1958 propukly občanské nepokoje, které 27. října 1958 vyústily ve vyhlášení výjimečného stavu, zrušení ústavy a moci se ujala armáda v čele s Muhammadem Ajjúb Chánem.
V Indii byla situace opačná, země se více socializovala a roce 1955 přijal INC Nehrúovu národní koncepci, která znamenala znárodňování a socializaci Indie; o rok později byla přijata druhá pětiletka. Během roku 1957 probíhaly v zemi volby a INC zvítězila ve všech státech kromě Kéraly, kde vyhráli komunisté. O dva roky později Indie zjistila, že Čína staví v Aksai Čin silnici (toto území pokládala Indie za své jako výběžek Ladákhu) a navíc do Indie utekl dalajláma, což nenechala ani jedna země bez odezvy a ještě téhož roku se objevily první šarvátky na hranici v Kašmíru v oblasti Aksai Čin. Přitom po vítězství INC před dvěma lety byla Čína s Indií ve velmi přátelském vztahu. Hraniční problémy však byly mezi oběma zeměmi od počátku osamostatnění Indie. Chánův Pákistán se přidal na stranu Číny. V roce 1959 se v Pákistánu zavedl princip „základní demokracie“ a v roce následujícím byl Muhammad Ajjúb Chán zvolen prezidentem.

### Čínsko-indická válka
V roce 1962 se v Indii opět konaly volby, INC opět zaznamenal úspěch a moci se na krátkou dobu pustil až v roce 1978. Téhož roku propukla po několika přestřelkách válka mezi Indií a Čínou, kdy Indie vysílala do míst Aksai Čin své první hlídky, ale ve skutečnosti Čína tuto oblast již dlouho kontrolovala. Největší boje propukly v rozmezí září a listopadu. Čína Indickou armádu úplně smetla, důvodem byla silnice do oblasti, která usnadňovala zásobování, a výrazná vojenská převaha v oblasti. Čínské jednotky obsadily část Ladákhu a snadno pronikly přes Kašmír až k Asámským nížinám. Byla to demonstrace síly, Číňané se 1. prosince téhož roku stáhli zpět na svou původní linii kontroly. Indie se po tomto neúspěchu snažila o navázání přátelských smluv se SSSR, což se jí skutečně podařilo o 9 let později.

### Druhá válka v Kašmíru
1. května 1962 byla v Pákistánu vyhlášena druhá ústava, Muhammad Ajjúb Chán byl však i nadále autoritativním prezidentem. Při té příležitosti Pákistán předložil Radě OSN návrh na vyhlášení referenda v Kašmíru. To Indie odmítla, přestože s tím před 15 lety souhlasila a sama to navrhovala.
S vyhlášením nové ústavy byla revidována druhá pětiletka, kterou Pákistán vyhlásil roku 1960, s těmito událostmi proběhla i velká inflace a mnoho obyvatel upadlo do chudoby. Chán se svou diktaturou pokoušel syntetizovat kapitalismus a socialismus, chtěl rozvíjet soukromé podnikání, ale ve třetí pětiletce (od roku 1955) se pro změnu soustředil na státní těžký průmysl. Nic se ovšem nezdařilo a země hospodářsky za Indií zaostávala.
Chán si také uvědomil, že lepší je nebýt závislý jen na USA, ale i na více zemích, a proto 2. března 1963 uzavřel s Čínou dohodu o demarkaci Kašmíru a společné hranici. Pákistán dostal od Číny 1927 km² v oblasti Baltistánu a Čína dostala od Pákistánu 5130 km² v oblasti Aksai Chin (na tuto oblast si ovšem dělala nároky Indie).Tento akt popudil Indii proti oběma zemím.
Roku 1964 postihla Indii změna premiéra, Nehrú 27. května zemřel a byl nahrazen 9. června svým spolustranníkem Lálem Bahádur Šastríem, který si získal také velkou popularitu (zvláště po válce, která brzy přišla). Nicméně se schylovalo k První Kašmírské totální válce, kdy Pákistán nabyl přesvědčení, že indická armáda je slabá a je ji třeba porazit.

### Indicko-pákistánská válka v roce 1971
V roce 1971 vypukl další vojenský konflikt mezi Indii a Pákistánem. Indické, bangladéšské a mezinárodní zdroje považují za začátek války operaci Čingischán, pákistánský preemptivní útok na 11 indických leteckých základen. Válka skončila během 13 dní a je považována za jednu z nejkratších v historii. V průběhu války se indické a pákistánské jednotky střetly na východní i západní frontě. Válku ukončila kapitulace Východního velitelství Pákistánských ozbrojených sil 16. prosince 1971, po níž následovalo odtržení Východního Pákistánu a vznik nezávislého Bangladéše. Podle odhadů bylo během války zabito mezi 2 až 3 miliony civilistů a čtyři sta tisíc žen znásilněno pákistánskou armádou.[zdroj?] Deset milionů lidí uprchlo ze země do sousední Indie.

### 80. a 90. léta 20. století

#### Kargilská válka
V roce 1999 začaly složky pákistánské armády tajně cvičit své jednotky na území indického Kašmíru za účelem porušení stálého kontaktu mezi regiony Kašmír a Ladak. Pákistán předpokládal, že pozdější vývoj donutí indická vojska stáhnout se ze Siačenu a přitáhne mezinárodní pozornost ve prospěch Pákistánu. V květnu však indické úřady odhalily přítomnost pákistánských vojsk v Kašmíru a vyslaly své vojáky do regionu. Výsledkem byla smrt pěti indických vojáků. Následně celý květen probíhaly boje mezi oběma zeměmi především ve vzduchu, kdy si země navzájem sestřelovaly stíhačky.
V červnu pákistánské dělostřelectvo ostřelovalo indickou dálnici, na to Indie odpověděla ofenzívou do okupovaných teritorií, kdy převzala kontrolu nad většinou svého území. Po drtivém vítězství Indie do věci zasáhl prezident USA Bill Clinton, který telefonicky vyzval k ukončení konfliktu. 26. července válka skončila de facto indickým vítězstvím a vystěhováním pákistánských vojáků a kolaborantů.

### 21. století

#### Nálet na Balakot (2019)
14. února 2019 proběhl v indickém Kašmíru v regionu Pulmawa sebevražedný teroristický útok, při kterém zemřelo 42 policistů a atentátník. K útoku se přihlásila džihádistická organizace Džaíš-e-Mohamed (Mohamedova armáda). 26. února podniklo indické letectvo nálet na pákistánské město Balakot. Svůj krok odůvodnilo tím, že se na místě nacházela základna teroristů a tvrdilo, že při útoku zahynulo 350 teroristů. Pákistán však útok považoval za útok na své území a domáhal se práva na odplatu.